# Greve de sexo

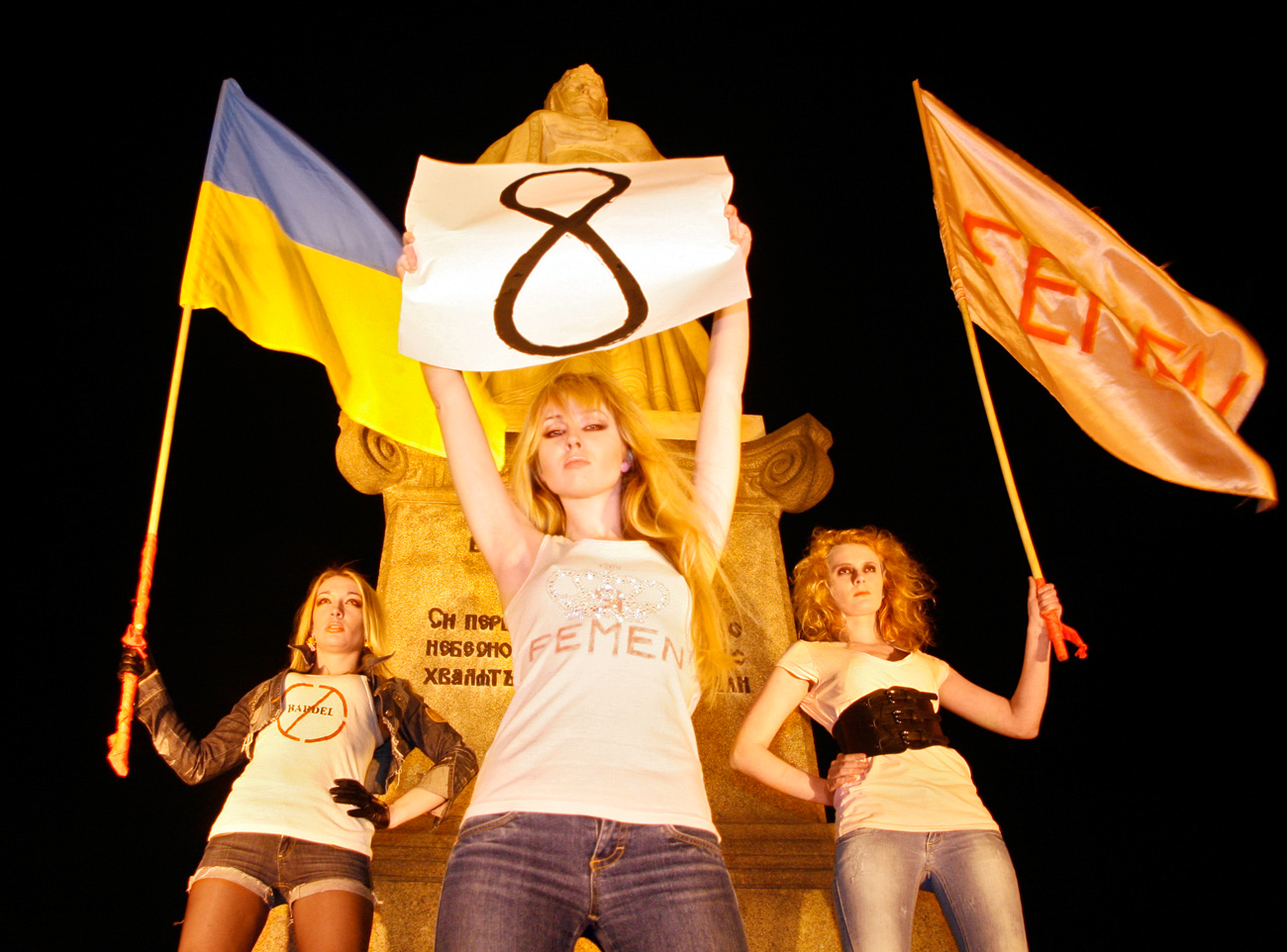
Grupo feminista ucraniano de mulheres promovendo uma greve de sexo.

Greve de sexo é uma forma de protesto utilizado por grupos feministas para reivindicar direitos de maneira pacífica. O ato em si consiste em um grupo de pessoas de uma certa localidade (cidade, estado ou país) de abster-se de fazer sexo com seus parceiros.
Este tipo de protesto procura dois tipos de resultado — um mais demorado, a resultante queda na taxa de natalidade; outro mais imediato, a adesão dos maridos às causas das suas mulheres, assim gerando mais pressão sobre as autoridades. É um tipo de protesto pacifico por não precisar necessariamente de pessoas nas ruas, assim evitando confrontos com as autoridades.

## Na antiguidade

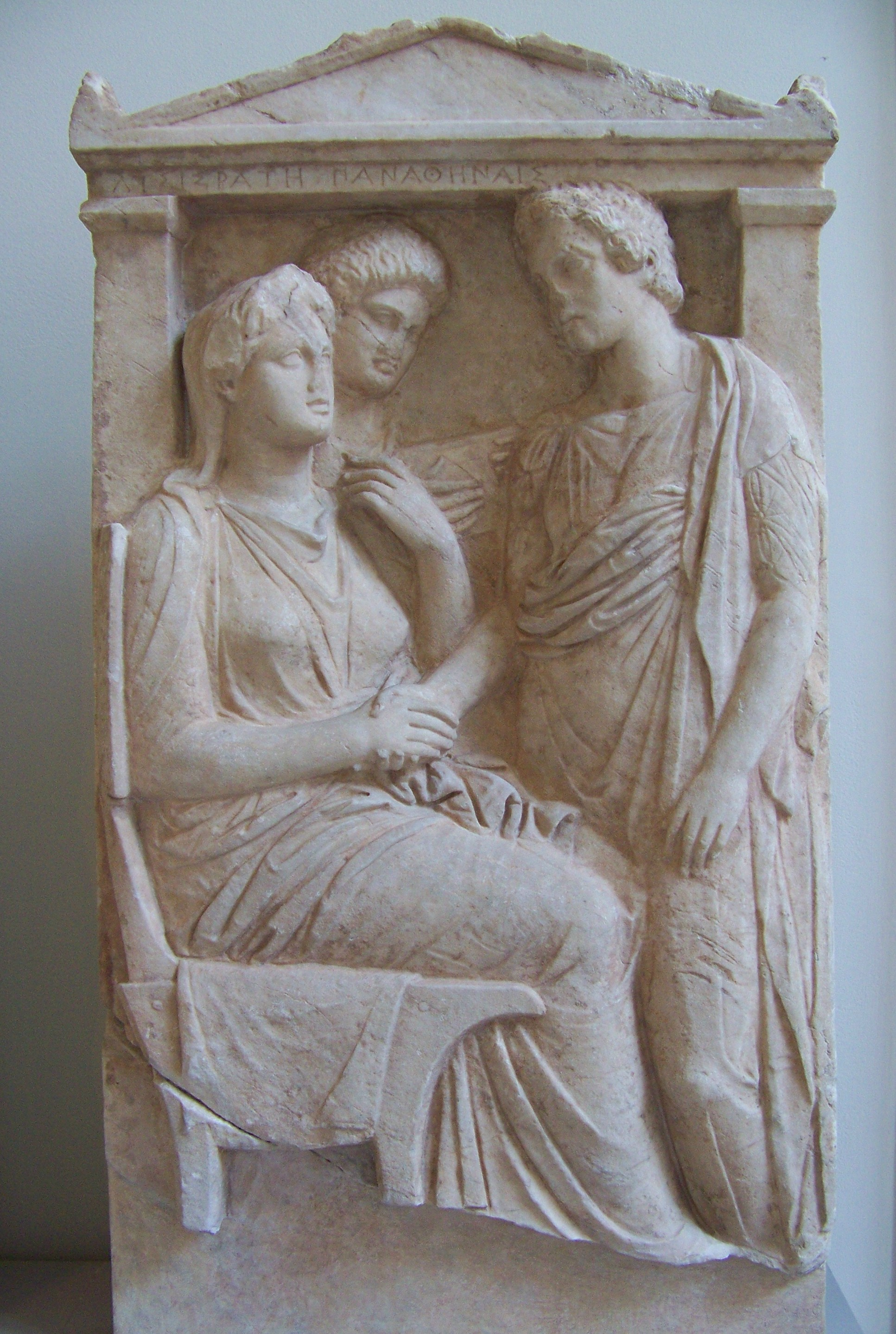
Estátua de mármore de Lysistrate

### Grécia Antiga
O exemplo mais famoso de greve sexual nas artes é a obra Lisístrata, do dramaturgo grego Aristófanes, uma comédia anti-guerra. As personagens femininas da peça, lideradas por uma mulher chamada Lisístrata, evitam o sexo com seus maridos como parte de sua estratégia para garantir a paz e acabar com a Guerra do Peloponeso.

### Nigéria
Entre o povo igbo da Nigéria, nos tempos pré-coloniais, a comunidade feminina periodicamente se reunia em conselhos compostos apenas por mulheres. Este era liderado pela Agba Ekwe, "a favorecida da deusa Idemili e sua manifestação terrena". Ela dava as palavras finais em reuniões e assembleias publicas por sua autoridade dada pelos deuses.
Uma de suas tarefas centrais era garantir o bom comportamento dos homens, punindo as tentativas masculinas de assédio ou abuso. O que os homens mais temiam era o poder do conselho de declarar uma greve. De acordo com Ifi Amadiume, uma antropóloga Igbo: "A arma mais forte que o conselho teve e usou contra os homens foi o direito de ordenar greves em massa e manifestações de todas as mulheres. Quando receberam ordem de greve, as mulheres se recusaram a cumprir seus deveres e funções esperados, incluindo todos os serviços domésticos, sexuais e maternos. Eles deixavam a cidade em massa, carregando apenas bebês em fase de amamentação. Se com raiva o suficiente, eles eram conhecidos por atacar qualquer homem que encontrassem."

## Nos tempos modernos

### Colômbia (1997)
Em outubro de 1997, o chefe do Exército da Colômbia, General Manuel Bonnet, convocou publicamente uma greve de sexo entre as esposas e namoradas dos guerrilheiros de esquerda colombianos, traficantes de drogas e paramilitares como parte de uma estratégia - junto com a diplomacia - para alcançar um cessar-fogo. Também o prefeito de Bogotá, Antanas Mockus, declarou a capital uma zona só para mulheres por uma noite, sugerindo aos homens que ficassem em casa para refletir sobre a violência. Os guerrilheiros ridicularizaram as iniciativas, apontando para o fato de que havia mais de 2.000 mulheres em seu exército. No final, o cessar-fogo foi alcançado, mas durou pouco tempo.

### Libéria (2002)
A greve sexual foi a chave para a paz em 2003, Leymah Gbowee e as mulheres da Libéria do grupo Mass Action for Peace organizaram um protesto não violento que incluiu uma greve sexual. Como resultado do protesto, as mulheres conseguiram alcançar a paz na Libéria após 14 anos da Segunda Guerra Civil da Libéria, que ajudou a trazer ao governo do país, a primeira mulher na história da Libéria, Ellen Johnson-Sirleaf. Ela e Leymah Gbowee receberam o Prêmio Nobel da Paz em 2011. 
Em 2002, Leymah Gbowee (uma das três mulheres ganhadoras do Prêmio Nobel da Paz), decidiu reunir mulheres cristãs, como ela, e muçulmanas no grupo Women of Liberia Mass Action for Peace. Todos os membros do grupo passaram a se reunir em locais públicos, sem distinção de etnia ou religião, vestidos de branco para orar juntos pela paz. Seu ato mais significativo foi o apelo a uma greve de sexo na Libéria para obrigar os homens a deporem as armas, num país que em pouco mais de uma década viveu duas guerras civis (1989-1996 e 1999-2003) que causaram a morte de cerca de 200.000 pessoas. Depois de muitos obstáculos, elas conseguiram uma audiencia com o então presidente da Libéria, Charles Taylor, de quem obtiveram a promessa de que o governo abriria negociações de paz com os grupos rebeldes. Após o fim da guerra, Gbowee integrou a Comissão de Verdade e Reconciliação.

### Colômbia (2006)
Em setembro de 2006, dezenas de esposas e namoradas de membros de gangues de Pereira, Colômbia, iniciaram uma greve de sexo chamada "La huelga de las piernas cruzadas" ("a greve das pernas cruzadas") para conter a violência de gangues, em resposta a 480 mortes devido à violência de gangues na região do café. 
De acordo com a porta-voz Jennifer Bayer, o objetivo específico da greve era forçar os membros de gangues a entregar suas armas em cumprimento à lei. De acordo com eles, muitos membros de gangues estavam envolvidos em crimes violentos por status e atratividade sexual, e a greve enviou a mensagem de que recusar-se a entregar as armas não era sexy. Em 2010, a taxa de homicídios da cidade viu o declínio mais acentuado na Colômbia, uma queda de 26,5%.

### Quênia (2009)
Em abril de 2009, um grupo de mulheres quenianas organizou uma greve sexual de uma semana dirigida contra políticos quenianos. A greve foi promovida pelas esposas do presidente e do primeiro-ministro do Quênia, oferecendo-se para pagar até mesmo as prostitutas que aderiram à greve por perda de renda. 
O objetivo era forçar os rivais políticos a se comprometerem. Por vários meses, tanto o presidente do Quênia, Mwai Kibaki, quanto o primeiro-ministro, Raila Odinga, estavam atolados em uma série de discrepâncias que paralisaram o país e que somente em 2008 deixaram 1.500 mortos e 300 mil desabrigados. Nesse sentido, um grupo feminista, denominado G10, juntamente com a esposa da Primeira-Ministra do Quênia, Ida Odinga, promoveu uma greve sexual que pretendia forçar rivais a se reconciliarem e se reconciliarem recusando-se a fazer sexo por sete dias. E voltar a mesa de negociação. Nas palavras de Odinga, esse boicote ao sexo não foi um sinal de punição, mas uma ação para chamar a atenção para o assunto.

### Turquia (2009)
Em 2009, as mulheres de Kirca, na Turquia, decidiram protestar aos maridos pela falta de água na cidade. Fizeram uma greve de sexo por considerarem que os homens nada faziam para resolver a falta de água. A falta de agua obrigava as mulheres a andarem grandes distancias para pegar agua em territórios vizinhos, assim com a greve de sexo estavam tentando motivar a união dos seus maridos ao protesto. 
Assim, Ozturk, membro do principal partido da oposição, o Partido do Povo Republicano (CHP), apresentou à imprensa a iniciativa das mulheres e explicou que quando visitou a cidade de Kirca, na província de Mersis, no sul, as suas mulheres reclamaram que a nascente da cidade não tem água devido à seca. Nesse sentido, ele culpou o governo turco e o primeiro-ministro Recep Tayyip Erdogan por esta crise, que levou vários casamentos de Kirca à beira da separação.

### Colômbia (2011)
Em junho de 2011, varias mulheres se reuniram no chamado Movimiento de Piernas Cruzadas ("Movimento das Pernas Cruzadas") na cidade isolada de Barbacoas, no sudoeste da Colômbia, iniciaram uma greve de sexo para pressionar o governo a consertar a estrada que liga Barbacoas às cidades vizinhas, que diminuía a qualidade de vida dos moradores do vilarejo. 
Eles declararam que se os homens da cidade não exigissem ação, eles se recusariam a fazer sexo com eles. Os homens de Barbacoas não mostraram apoio no início da campanha, mas logo aderiram à campanha de protesto. Após 112 dias de greve em outubro de 2011, o governo colombiano prometeu ação em consertos de estradas, e a construção continuou.

### Filipinas (2011)
Durante o verão de 2011, as mulheres de uma cooperativa de costureiras em Dado, Mindanau, impuseram uma greve de sexo de uma semana com o objetivo de acabar com a violência entre duas cidades sendo uma que estava sendo reconstruída. 
Um grupo de mulheres de uma região das Filipinas, castigadas com violência, recorreu à sua e, segundo os resultados, infalível arma para acabar com os combates: uma 'greve sexual'. Na verdade, muitas das mulheres participantes de uma cooperativa estavam cansadas de não poderem entregar seus produtos devido à violência que havia cortado a estrada principal da saída da aldeia. 
Era justamente uma cooperativa de costureiras patrocinadas pelo ACNUR, as mulheres da aldeia que pensavam que um bom instrumento para ajudar a reconstruir sua cidade e trazer a paz seria iniciar esta 'greve de sexo' que, poucas semanas após o início da greve, houve resultados, a estrada principal da cidade foi reaberta e a luta parou. Dessa forma, as mulheres da cooperativa de costura, junto com outras aldeãs, puderam oferecer suas mercadorias e começar a reativar a economia.

### Togo (2012)
Em 2012 as mulheres togolesas fizeram uma greve de sexo, de uma semana, a fim de tentar mobilizar seus parceiros para tomar medidas significativas para conseguir a remoção do presidente Gnassingbé do poder. 
Isabelle Ameganvi, uma ativista do boicote, pediu às mulheres que seguissem o exemplo das liberianas, que tomaram a mesma medida para acelerar a chegada da paz durante a guerra civil daquela época ", a quem nos dirige (em alusão a Gnassingbé ) ele gosta de sexo, então convido as mulheres togolesas a se absterem de vê-lo esta semana ", disse Ameganvi.

### Sudão do Sul (2013)
Em outubro de 2014, Pricilla Nanyang, política do Sudão do Sul, coordenou uma reunião de mulheres ativistas pela paz em Juba  "para fazer avançar a causa da paz, cura e reconciliação". Os participantes emitiram um comunicado apelando às mulheres do Sudão do Sul "a negar os direitos conjugais de seus maridos até que garantam o retorno da paz. 
O conflito começou em 15 de dezembro de 2013, quando um grupo de partidários do ex-vice-presidente Riek Machar tentou um golpe para depor o presidente Salva Kiir. Desde então, milhares de homens, mulheres e crianças tiveram que deixar suas casas e se refugiar nos países vizinhos, além das centenas de mortos, das dezenas de mulheres vítimas de violência sexual e do grande número de menores forçados para lutar como soldados nas fileiras rebeldes, principalmente.

### Tóquio (2014)
O governador de Tóquio, Yoichi Masuzoe, ex-ministro da Saúde e membro do conservador Partido Liberal Democrático, tornou-se o inimigo público número um entre as mulheres japonesas devido a suas declarações, feitas há quase um quarto de século, nas quais criticava a participação na política feminina porque “a menstruação toma decisões irracionais”.
Nesse sentido, as mulheres de Tóquio decidiram não ter relações sexuais com os seguidores de Masuzoe, o que, embora tenha resultados incertos, certamente ajudou em sua derrota nas eleições de 2016 . Até os dias de hoje as mulheres evitam apoiadores de Masuzoe principalmente em épocas de eleições e declarações do politico o que causa uma queda em sua popularidade entre os homens e sua inexistência entre as mulheres.
Até o ano de 2021 Masuzoe não conseguiu mais nenhum cargo público relevante.